# Incamyia picta
Incamyia picta là một loài ruồi trong họ Tachinidae.